# Moose Jaw Warriors
Die Moose Jaw Warriors sind eine kanadische Eishockeymannschaft aus Moose Jaw, Saskatchewan. Das Team spielt seit 1984 in einer der drei höchsten kanadischen Junioren-Eishockeyligen, der Western Hockey League (WHL).

## Geschichte
Im Sommer 1984 wurden die Winnipeg Warriors aus Winnipeg, Manitoba, nach Moose Jaw, Saskatchewan, umgesiedelt und in Moose Jaw Warriors umbenannt. Nachdem die Mannschaft in ihrer Anfangszeit sportlich nur mäßig erfolgreich war, hat sie seit 1996 nur noch zwei Mal die Playoffs verpasst. Ihren größten Erfolg verzeichnete die Mannschaft aus Saskatchewan, als sie in der Saison 2005/06 das Finale um den Ed Chynoweth Cup erreichte, nachdem zuvor die Brandon Wheat Kings, Calgary Hitmen und Medicine Hat Tigers ausgeschaltet wurden. Im Finale unterlagen die Warriors den Vancouver Giants allerdings deutlich mit einem Sweep in der Best-of-Seven-Serie. Anschließend konnte das Team nicht an diesen Erfolg anknüpfen und verpasste 2007 und 2009 die Playoffs komplett.
Im Sommer 2009 wurde der Grundstein für eine neue, größere und modernere Arena gelegt. Der Mosaic Place wurde im August 2011 eröffnet, am 22. September 2011 wurde zum Saisonauftakt der Spielzeit 2011/12 erstmals ein Pflichtspiel in der Arena ausgetragen.

## Logos

Logo von 1988 bis 1996
Logo von 1996 bis 2001
Aktuelles Logo seit 2001

## Ehemalige Spieler
Folgende Spieler, die für die Moose Jaw Warriors aktiv waren, spielten im Laufe ihrer Karriere in der National Hockey League: 
- Chris Armstrong
- Blair Atcheynum
- Scott Bailey
- Lonny Bohonos
- Johnny Boychuk
- Dustin Boyd
- Mike Brodeur
- Kyle Brodziak
- Troy Brouwer
- Curtis Brown
- Kelly Buchberger
- Brett Carson
- Frédéric Chabot
- Kale Clague
- Joel Edmundson
- Keaton Ellerby
- Deryk Engelland
- Tomáš Fleischmann
- Theoren Fleury
- Owen Fussey
- Noah Gregor
- Travis Hamonic
- Matt Higgins
- Brett Howden
- Quinton Howden
- Blair Jones
- Mike Keane
- Sheldon Kennedy
- Paul Kruse
- Pavel Kubina
- Dale Kushner
- Brooks Laich
- Darryl Laplante
- Reed Low
- Jamie Lundmark
- Masi Marjamäki
- Jim McKenzie
- Frazer McLaren
- Tomáš Mojžíš
- Lyle Odelein
- Nathan Paetsch
- Brayden Point
- Dale Purinton
- Aaron Rome
- Morgan Rielly
- Kevin Smyth
- Ryan Smyth
- Martin Špaňhel
- Rastislav Staňa
- Brian Sutherby
- Ryan Tobler
- Roman Vopat
- Jason Widmer

## Team-Rekorde

### Karriererekorde
Spiele: 331  Jason Bast
Tore: 201  Theoren Fleury
Assists: 271  Theoren Fleury
Punkte: 472   Thoren Fleury
Strafminuten: 886  Rob Trumbley